# Mohamed Barakat (ur. 1988)
Mohamed Barakat (ur. 22 lutego 1988 w Casablance) – marokański piłkarz, grający na pozycji obrońcy. W sezonie 2021/2022 zawodnik Chababu Ben Guerir.

## Kariera klubowa

### Wydad Fez (–2014)
Zaczynał karierę w Wydadzie Fez. Pierwszego gola w tym zespole strzelił 21 września 2013 roku w meczu przeciwko Maghrebowi Fez, przegranym 3:4. Do siatki trafił w 75. minucie. Łącznie w Fezie zagrał 14 meczów i strzelił jedną bramkę.

### Ittihad Khémisset (2014–2020)
1 grudnia 2014 roku trafił do Ittihadu Khémisset. W tym zespole zadebiutował 28 lutego 2015 roku w meczu przeciwko Difaâ El Jadida, wygranym 1:0. Zagrał 6 minut. Łącznie w marokańskiej ekstraklasie z tym klubem zagrał 7 spotkań.

### Dalsza kariera (2020–)
7 listopada trafił do Chababu Ben Guerir.